# Daniel Gerhard Heisius
Daniel Gerhard Heisius, eigentlich Heise, (* 10. April 1675 in Krummendeich, Land Kehdingen; † 31. März 1747 in Arbergen) war ein deutscher Pastor in Arbergen.

## Biografie

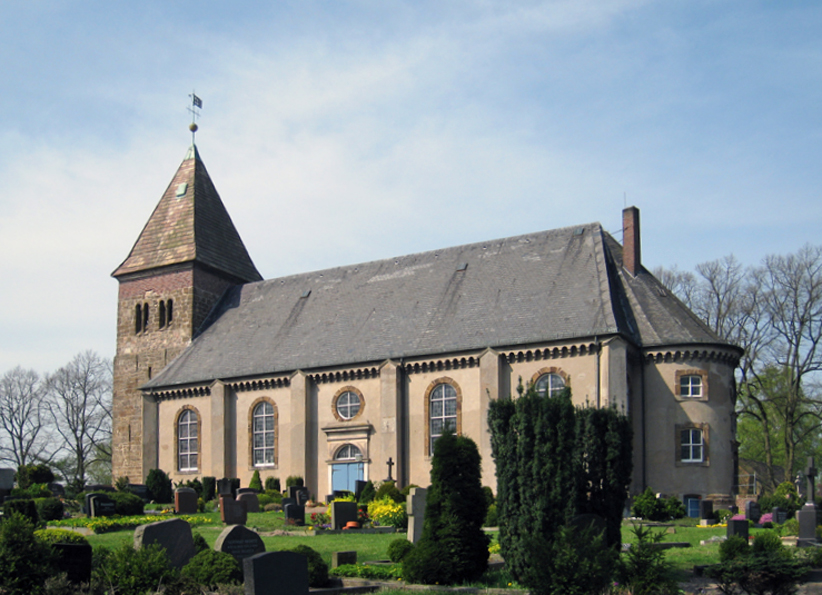
St. Johannis-Kirche Arbergen

Heisius war der Sohn von Pastor Ernst Heise, der früh verstarb. Er besuchte die Schule in Hamburg und das Athenaeum Stade. Danach studierte er von 1693 bis 1695 Theologie an der Universität Greifswald und von 1695 bis 1697 an der Universität Leipzig. Er heiratete 1707 die vier Jahre ältere Greifswalderin Anna Louisa Dassovius, Witwe von Nicolaus Dassow und Tochter von Michael Siricus, Hofprediger in Güstrow.
1704 wurde er als Nachfolger des verstorbenen August Holstein Pastor an der Kirche St. Johannis in Arbergen. 1705 wurde er in das Kirchenamt von Generalsuperintendent Johann Dieckmann eingeführt, das er bis 1747 ausübte. Er soll „ein tüchtiger Mensch“ gewesen sein und ein „strenges Kirchenregiment“ geführt haben, und er galt als Original seiner Zeit in Arbergen und Bremen. Nach einigen ruhigen Amtsjahren gelang es ihm 1719, den Neubau des Kirchenschiffs der Saalkirche in Arbergen nach Plänen von Georg Vick in nur 30 Wochen zu realisieren. 1724 war zwischendurch auch für ein Jahr vertretungsweise Superintendent am Bremer Dom als Nachfolger für Gerhard Meier.
Bei baulichen Maßnahmen an der Kirche wurde festgestellt, dass seine Leiche – wie die im Bremer Bleikeller – nicht verwest war.
Ehrungen
- Die Heisiusstraße in Bremen-Arbergen wurde nach ihm benannt.